# Oecophylla crassinoda
Oecophylla crassinoda är en myrart som beskrevs av Wheeler 1922. Oecophylla crassinoda ingår i släktet Oecophylla och familjen myror. Inga underarter finns listade i Catalogue of Life.